# قاي إل. ستيل
قاي إل. ستيل (بالإنجليزية: Guy L. Steele Jr.) (و. 1954  م) هو عالم حاسوب أمريكي، ولد في ميزوري، وهو عضوٌ في الأكاديمية الأمريكية للفنون والعلوم، والأكاديمية الوطنية للهندسة، ورابطة مكائن الحوسبة.

## التعليم
تعلم في جامعة هارفارد، ومعهد ماساتشوستس للتكنولوجيا، وكلية الهندسة والعلوم التطبيقية بجامعة هارفارد ‏.

## جوائز
حصل على جوائز منها:
- جائزة هاري إتش غود التذكارية [الإنجليزية]‏ (2007)
- جائزة الإنجاز في مجال لغات البرمجة ‏ (1997)
- زمالة رابطة مكائن الحوسبة [الإنجليزية]‏ (1994)
- جائزة جريس موراي هوبر (1988)
- زمالة جمعية النهوض بالذكاء الاصطناعي
- زمالة جمعية للآلات البرمجية.